# Пейзаж с Кимоном и Ифигенией
«Пейзаж с Кимоном и Ифигенией» — картина фламандского художника Питера Пауля Рубенса при участии Франса Ваутерса, из собрания Государственного Эрмитажа.
Картина иллюстрирует мифологический сюжет, наиболее подробно изложенный Джованни Боккаччо в «Декамероне» (День пятый, новелла первая): Ифигения со служанками и слугой отдыхает в лесу, а на неё любуется дурачок Кимон (Боккаччо его имя передаёт как Чимоне и поясняет что оно означает «скотина»):

Когда Чимоне увидел ее, опершись на посох и не говоря ни слова, точно никогда дотоле не созерцал женского образа, он с величайшим восхищением принялся внимательно смотреть на нее. И он почувствовал, что в его грубой душе, куда не входило до тех пор, несмотря на тысячи наставлений, никакое впечатление облагороженных ощущений, просыпается мысль, подсказывающая его грубому и материальному уму, что то — прекраснейшее создание, которое когда-либо видел смертный.

После этого с Кимоном произошло преображение, он становится мудрецом и впоследствии похищает Ифигению.
Картина была начата Рубенсом незадолго до смерти, в конце 1630-х годов. Установлено, что фоновый пейзаж был полностью написан им самим и им же были лишь обозначены человеческие фигуры. По мнению Н. П. Бабиной и Н. И. Грицай, ближайшими стилистическими аналогами по исполнению пейзажа являются работы Рубенса «Пастух со стадом» (около 1629 года) и «Пейзаж с пастухом и стадом» (около 1638 года) — обе эти картины находятся в собрании Лондонской национальной галереи. Из-за смерти Рубенса, последовавшей в 1640 году, картина осталась незаконченной. Художник Франс Ваутерс, некогда бывший учеником Рубенса, был приглашён наследниками для оценки остававшихся в мастерской картин, и он завершал работу — считается что фигуры людей были полностью написаны им по наброскам Рубенса.
Впоследствии картина была значительно повреждена, особенно сильно пострадали женские лица, которые были переписаны реставраторами. Также существенно позже была добавлена драпировка; изображение козла справа внизу написано поверх изображения лежащей овцы — всё это заметно на рентгенограмме картины, выполненной в начале 1970-х годов.
История бытования картины до поступления в Эрмитаж неизвестна. Картина была приобретена для Эрмитажа в 1937 году у Т. Астратовой через посредство Ленинградской государственной закупочной комиссии. При поступлении она была определена как работа школы Рубенса. В конце 1940-х годов в качестве автора был назван Ф. Ваутерс, однако в результате исследования рентгенограммы картины в начале 1970-х годов было установлено совместное авторство Рубенса и Воутерса. При реставрации и расчистке картины в Эрмитаже на тыльной стороне картины был обнаружен обрывок этикетки с надписью «Cimon & Iphigenia (original of) Sr Pieter Paul Rub…», характер почерка и бумаги позволяют считать что этикетка выполнена в XVII веке и это также свидетельствует в пользу авторства Рубенса.
Картина не выставляется в постоянной экспозиции Эрмитажа, но периодически участвует во временных выставках.